# Sean Henn
Sean Michael Henn (Fort Worth, 23 aprile 1981) è un giocatore di baseball statunitense, free agent dal 2013.

## Minor League
Henn si diplomò alla Aledo High School di Aledo, Texas e si iscrisse al McLennan Community College di Waco. Da lì venne selezionato al 26º giro del draft amatoriale del 2000 come 788a scelta dai New York Yankees. Nel 2005 iniziò nella Eastern League doppio A con i Trenton Thunder finì con 2 vittorie e una sconfitta, 0.71 di ERA e in 4 partite tutte da partente. Passò successivamente nella International League triplo A con i Columbus Clippers finendo con 5 vittorie e altrettante sconfitte, 3.23 di ERA in 16 partite tutte da partente.
Nel 2006 con i Clippers finì con 3 vittorie e una sconfitta, 4.01 di ERA in 18 partite di cui 6 da partente. Nel 2007 giocò sempre nella International League con i Scranton/Wilkes-Barre RailRiders concludendo con una vittoria e 3 sconfitte, 3.24 di ERA in 16 partite di cui 3 da partente.
Nel 2008 giocò nella Florida State League singolo A avanzato' con i Tampa Yankees finendo con 0.00 di ERA in 3 partite. Giocò con i RailRiders finendo con una vittoria e nessuna sconfitta, 1.35 di ERA in 5 partite. Nel 2009 giocò sempre nella International League con i Rochester Red Wings finendo con una vittoria e una sconfitta, 2.33 di ERA e 6 salvezze in 28 partite.
Nel 2010 passò nella Pacific Coast League triplo A con i Las Vegas 51s finendo con 3 vittorie e 4 sconfitte, 4.73 di ERA e 2 salvezze in 38 partite di cui 9 da titolare. Nel 2011 finì con 3 vittorie e 2 sconfitte, 2.79 di ERA e 3 salvezze in 43 partite.
Nel 2012 giocò nella (PCL) con i Tucson Padres finendo con 3 vittorie e nessuna sconfitta, 3.64 di ERA in 15 partite. Nel 2013 ritornò a giocare con i Las Vegas 51s finendo con 3 vittorie e 5 sconfitte, 2.81 di ERA e 2 salvezze su 4 opportunità in 52 partite.

## Major League

### New York Yankees (2005-2007)
Debuttò nella MLB il 28 maggio 2005 contro i Tampa Bay Devil Rays. Chiuse la stagione con nessuna vittoria e 3 sconfitte, 11.12 di ERA in 3 partite tutte da partente. Nel 2006 finì con nessuna vittoria e una sconfitta, 4.82 di ERA in 4 partite di cui una da partente.
Nel 2007 concluse con 2 vittorie e altrettante sconfitte, 7.12 di ERA in 29 partite di cui una da titolare.

### San Diego Padres (2008)
Il 9 maggio 2008, i San Diego Padres prelevarono Henn dalla lista trasferimenti degli Yankees. Chiuse con 7.71 di ERA in 4 partite.

### Minnesota Twins e Baltimore Orioles (2009)
Il 16 dicembre 2008, firmò con i Minnesota Twins. L'8 settembre 2009, venne scambiato con i Baltimore Orioles, che lo svincolarono a fine stagione.

### Toronto Blue Jays e Seattle Mariners (2010-2012)
Il 29 ottobre 2009, i Toronto Blue Jays prelevarono Hess dalla lista trasferimenti degli Orioles. Venne svincolato nell'ottobre 2010 e nuovamente ingaggiato nel corso dello stesso mese. Divenne free agent nel 2011.
Il 14 novembre 2011, venne firmò con i Seattle Mariners, che lo svincolarono il 5 giugno 2012, nel corso della stagione.

## Korea Baseball Organization
Henn giocò nella seconda parte della stagione 2012 con i Hanwha Eagles nella Korea Baseball Organization.

## Ritorno nella Major League

### Boston Red Sox e New York Mets (2013)
L'11 febbraio 2013, firmò con i Boston Red Sox che però lo svincolarono il 26 marzo, prima dell'inizio della stagione regolare.
Il 10 aprile 2013, firmò con i New York Mets. Il 6 settembre 2013 venne promosso nella prima squadra dei Mets per sostituire l'infortunato Scott Rice, concludendo la stagione con una sconfitta, 3.38 di ERA in 4 partite. Il 17 ottobre venne rimandato nei Las Vegas 51s. Il 23 ottobre 2013 venne svincolato.

## Numeri di maglia indossati
- n° 55 con i New York Yankees (2005)
- n° 30 con gli Yankees (2006)
- n° 34 e poi 62 con gli Yankees (2007)
- n° 39 con i San Diego Padres (2008)
- n° 60 con i Minnesota Twins (2009)
- n° 53 con i Baltimore Orioles (2009)
- n° 43 con i New York Mets (2013)